# Gorontalo (stad)
Gorontalo is een stad in Indonesië en de hoofdstad van de gelijknamige provincie Gorontalo. De stad is gelegen op het eiland Sulawesi.